# مارتین ملکونیان
مارتین گارگینی ملکونیان (ارمنی: Մարտին Գարեգինի Մելքոնյան؛ زادهٔ ۱۳ مهٔ ۱۹۵۳) یک  سیاستمدار اهل ارمنستان است که از تاریخ ۱۹۹۰ تا تاریخ ۱۹۹۵ سمت نمایندگی دوره اول شورای عالی جمهوری ارمنستان را برعهده داشت.

## زندگی‌نامه
در 	۱۳ مهٔ ۱۹۵۳ ‏در ارمنستان به دنیا آمد . 